# (37909) 1998 FT79
1998 FT79 (asteroide 37909) é um asteroide da cintura principal. Possui uma excentricidade de 0.14411050 e uma inclinação de 12.79394º.
Este asteroide foi descoberto no dia 24 de março de 1998 por LINEAR em Socorro.